# Джоел Піру
Джоел Мохаммед Рамзан Піру (нід. Joël Mohammed Ramzan Piroe, нар. 2 серпня 1999, Віхен, Нідерланди) — нідерландський футболіст суринамського походження, нападник англійського клубу «Лідс Юнайтед».

## Ігрова кар'єра

### Клубна
Джоел Піру є вихованцем клубної академії «Неймегена», де він починав грати на позиції флангового захисника та півзахисника. У 2013 році футболіст приєднався до академії «Феєнорда», а вже через рік перейшов до молодіжної команди ПСВ. В листопаді 2016 року Піру підписав з клубом перший професійний контракт.
2 грудня 2016 року футболіст дебютував у складі «Йонг ПСВ» в Еерстедивізі.
Сезон 2019/20 Піру провів в оренді в «Спарта» з Роттердама. 25 серпня 2019 року футболіст дебютував у вищому дивізіоні чемпіонату Нідерландів.
В липні 2021 року Піру перебрався у валлійський клуб «Свонсі Сіті», підписавши з клубом трирічний контракт. В серпні 2023 року футболіст перейшов до іншого клубу Чемпіоншипа «Лідс Юнайтед», підписавши з клубом контракт на чотири роки. 26 серпня 2023 року нападник провів першу гру в новій команді. Своєю грою в сезону 2024/25 Піру допоміг «Лідс Юнайтед» вийти до Прем'єр-ліги.

### Збірна
З 2015 року Джоел Піру захищає кольори юнацьких збірних Нідерландів.

## Титули
Індивідуальні
- Гравець сезону в «Свонсі Сіті»: 2021/22[10]